# 苗栗陶瓷博物館

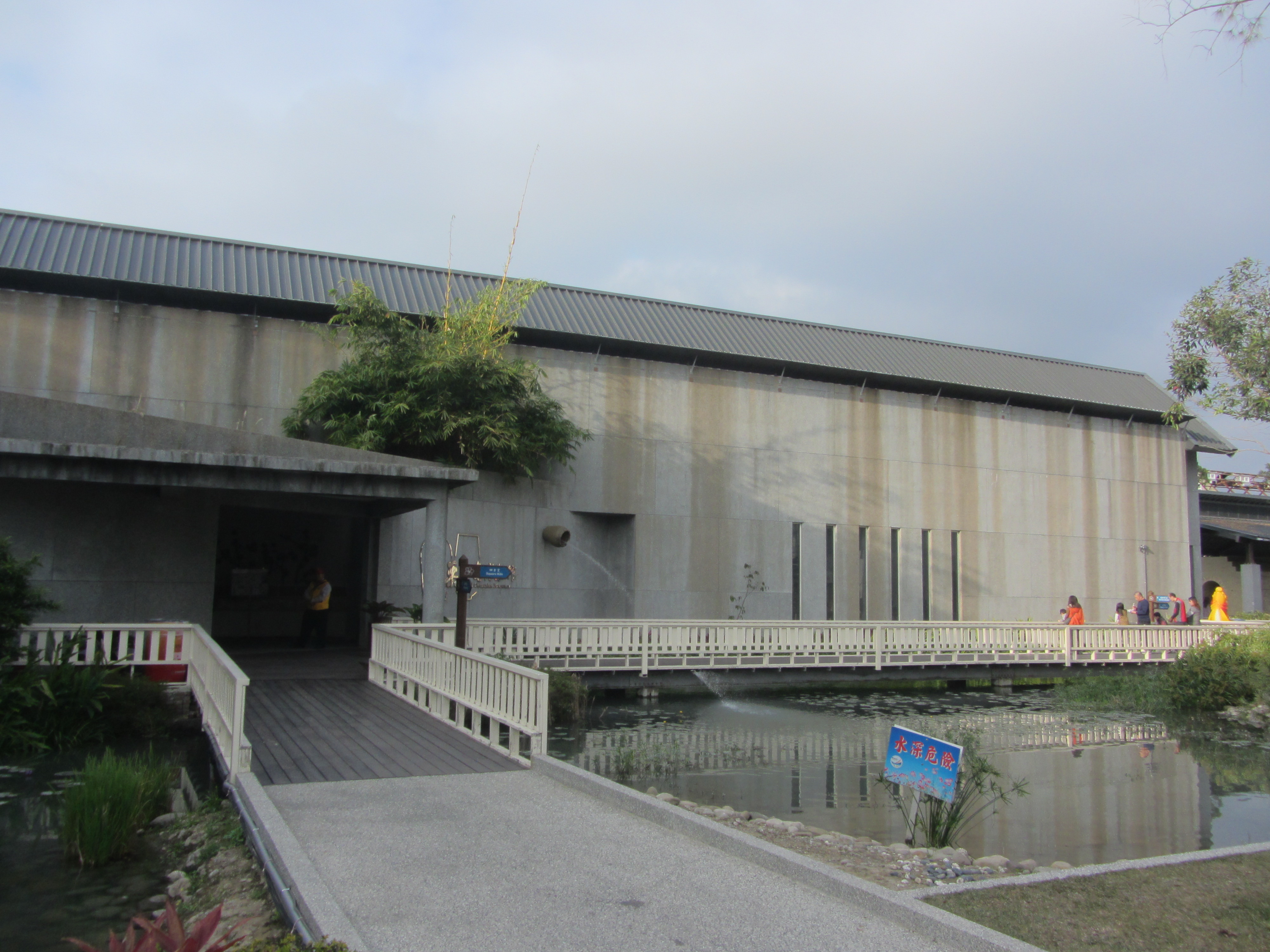
苗栗陶瓷博物館

苗栗陶瓷博物館（Miaoli Pottery Museum），位於台灣苗栗縣公館鄉（苗栗縣旅客服務映象園區），隸屬苗栗縣政府國際文化觀光局。館中展示區有苗栗窯之生態、陶瓷文物和陶瓷百年風華等主題展覽室，陳列集結逾千件以上陶瓷作品，呈現苗栗裝飾陶瓷與酒甕等特色與多元發展。
　　

## 歷史
- 2005年12月「苗栗縣旅客服務映象園區」開幕。包含陶瓷博物館在內的苗栗縣旅客服務映象園區，係利用陸軍維修廠公館營區基地規劃而成，包含遊客服務資訊中心、陶瓷博物館、陶瓷工坊、美食街、特展長廊、停車場等空間，提供苗栗旅遊資訊服務。
- 2006年重新公告招商營運，2007年2月重新開幕，舉辦迎春活動和苗栗陶紀念特展。

## 參觀資訊
- 開放時間：

週一~週日，時段為08:30-17:30

## 外部連結
- 苗栗陶瓷博物館